# Martin Polaschek
Martin Polaschek (ur. 22 listopada 1965 w Bruck an der Mur) – austriacki prawnik, historyk prawa i nauczyciel akademicki, profesor, prorektor i rektor Uniwersytetu w Grazu, w latach 2021–2025 minister edukacji, nauki i badań naukowych.

## Życiorys
W 1988 uzyskał magisterium z prawa na Uniwersytecie w Grazu. Na tej samej obronił doktorat (1992), a także habilitował się (2000). Od czasu ukończenia studiów zawodowo związany z macierzystą uczelnią, na której doszedł do stanowiska profesora w instytucie zajmującym się historią prawa Austrii i rozwojem prawa europejskiego. Autor licznych publikacji z zakresu historii prawa. W latach 2003–2019 był prorektorem Uniwersytetu w Grazu, odpowiadał na tym stanowisku za sprawy związane z dydaktyką. W 2019 wybrano go na rektora uniwersytetu.
W grudniu 2021 z rekomendacji Austriackiej Partii Ludowej został ministrem edukacji, nauki i badań naukowych w rządzie Karla Nehammera. Urząd ten sprawował do marca 2025.

## Publikacje
- Die Rechtsentwicklung in der ersten Republik. Die Gesetzgebung im Verfassungs- und Strafrecht von 1918 bis 1933 (dysertacja doktorska), Dbv-Verlag für die Technische Universität Graz, Graz 1992, ISBN 978-3-7041-9048-2.
- Die Bezirksvertretungen in der Steiermark zwischen 1918 und 1938. Demokratische Selbstverwaltung oder überflüssige Behörde?, Steiermärkisches Landesarchiv, Graz 1997.
- Im Namen der Republik Österreich! Die Volksgerichte in der Steiermark 1945 bis 1955, Steiermärkisches Landesarchiv, Graz 1998, ISBN 978-3-901938-01-6.
- Föderalismus als Wert? Eine Studie zu Reformmöglichkeiten des österreichischen Bundesstaates, erstellt im Auftrag des Modell Steiermark, Aktion Vision Modell Steiermark, Graz 1999, ISBN 978-3-9501048-0-6.
- Die Zukunft der Gemeinden im Bundesstaat: eine Umfrage unter Österreichs Bürgermeistern (z Herbertem Schwetzem), Leykam, Graz 2002, ISBN 978-3-7011-7456-0.